# 金鱒
金鱒，也稱為加州金鱒，為麻哈魚屬的一種。

## 分布
分布於美國加利福尼亞州的克恩河流域。

## 特徵

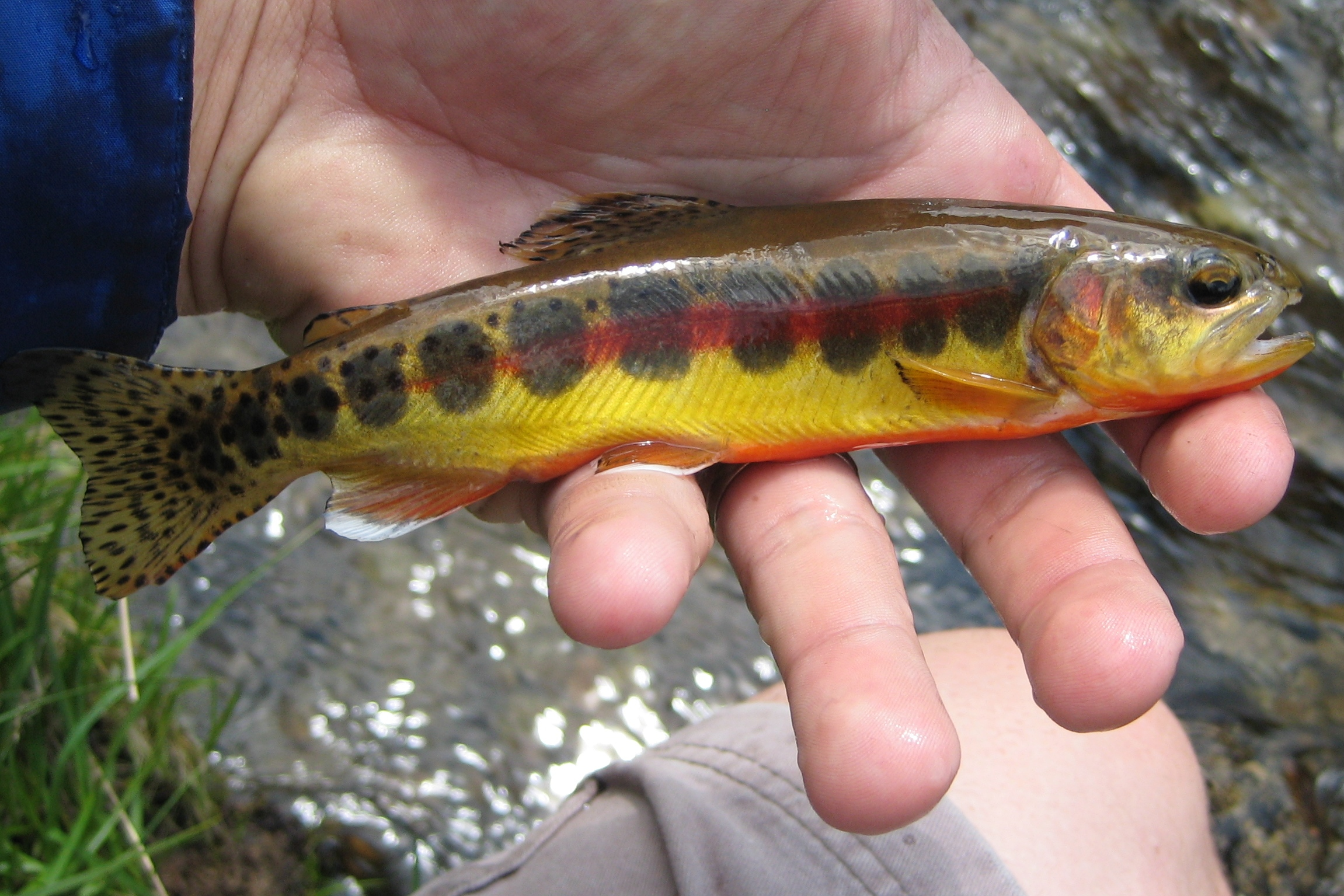
加州約翰·繆爾自然保護區的金鮭

本魚體側扁，背腹外廓相對稱，紡錘型。頭長與體高略相等，口端位，口裂大。上下頜和犁骨皆有齒，頜齒大而鋒利。眼在體軸線的下方，較大。背鰭居於体中央稍後，腹鰭起點於背鰭後方，尾鰭分叉較淺。有脂鰭。體背部呈深褐色，與背鰭、尾鰭都具有深色細圓點，體下半部為淡黃色至橙色，體中央具有一排排列整齊的深色斑塊，體中線具一紅色線條，背鰭、尾鰭、脂鰭褐色，背鰭上緣具白邊，胸鰭、腹鰭、臀鰭橙色且具白邊。體長可達71公分。

## 生態
本魚棲息於海拔約2100公尺的清澈寒冷的溪流中，屬肉食性，卵生，產卵時，將卵產於沙中。